# Nearcticorpus pecki
Nearcticorpus pecki är en tvåvingeart som beskrevs av Marshall och Rohacek 1982. Nearcticorpus pecki ingår i släktet Nearcticorpus och familjen hoppflugor. Inga underarter finns listade i Catalogue of Life.